# 플랜츠 vs. 좀비 온라인
《플랜츠 vs. 좀비 온라인》(植物大战僵尸Online)는 2015년에 출시된 팝캡 게임스의 비디오 게임이다.